# Pristomyrmex brevispinosus
Pristomyrmex brevispinosus é uma espécie de formiga do gênero Pristomyrmex, pertencente à subfamília Myrmicinae.